# Corynophyllus interocularis
Corynophyllus interocularis är en skalbaggsart som beskrevs av Lea 1919. Corynophyllus interocularis ingår i släktet Corynophyllus och familjen Dynastidae. Inga underarter finns listade i Catalogue of Life.